# Happily Ever After (minialbum)
Happily Ever After – szósty minialbum południowokoreańskiej grupy NU’EST, wydany 29 kwietnia 2019 roku przez Pledis Entertainment. Płytę promował główny singel „Bet Bet”. Album sprzedał się w liczbie 251 083 egzemplarzy (stan na grudzień 2019 roku).
Na płycie znalazł się także solowy cyfrowy singel Minhyuna pt. „Universe”, wydany 3 kwietnia 2019 roku. Do utworu został wydany teledysk, który został nakręcony w Budapeszcie i Mediolanie.

## Lista utworów
| CD | CD                                                                                        | CD                         | CD                         | CD                 | CD      |
| Nr | Tytuł utworu                                                                              | Tekst                      | Kompozycja                 | Aranżacja          | Długość |
| -- | ----------------------------------------------------------------------------------------- | -------------------------- | -------------------------- | ------------------ | ------- |
| 1. | „Segno”                                                                                   | Baekho, JR, Bumzu          | Bumzu, Baekho, Park Gi-tae | Bumzu, Park Gi-tae | 3:58    |
| 2. | „Bet Bet”                                                                                 | Baekho, JR, Bumzu          | Bumzu, Baekho, Royal Dive  | Royal Dive         | 3:20    |
| 3. | „Bass”                                                                                    | Baekho, JR, Bumzu          | Bumzu, Baekho              | Bumzu, Anchor      | 3:10    |
| 4. | „Talk About Love”                                                                         | Baekho, JR, Bumzu          | Bumzu, Baekho              | Bumzu, Anchor      | 3:10    |
| 5. | „Different”                                                                               | Baekho, JR, Bumzu          | Bumzu, Baekho, Park Gi-tae | Bumzu, Park Gi-tae | 3:08    |
| 6. | „Fine”                                                                                    | Baekho, JR, Bumzu          | Bumzu, Baekho              | Bumzu              | 3:31    |
| 7. | „Universe (Byeol-ui eon-eo)” (kor. Universe (별의 언어)) (wyk. Minhyun) (tylko wersja CD) | Minhyun, Bumzu, Seo Ji-eum | BumzuPark Gi-tae           | BumzuPark Gi-tae   | 3:21    |

## Notowania
| Lista                          | Najwyższa pozycja |
| ------------------------------ | ----------------- |
| Gaon Weekly Album Chart        | 1                 |
| Gaon Yearly Album Chart (2019) | 23                |
| Five Music (Tajwan)            | 2                 |
| Billboard World Albums         | 8                 |

## Nagrody w programach muzycznych
| Program                   | Data         | Źródło |
| ------------------------- | ------------ | ------ |
| Show Champion (MBC Music) | 8 maja 2019  | [ 9 ]  |
| Show Champion (MBC Music) | 22 maja 2019 | [ 10 ] |
| M Countdown (Mnet)        | 9 maja 2019  | [ 11 ] |
| Music Bank (KBS2)         | 10 maja 2019 | [ 12 ] |